# 沃羅特諾湖
56°00′59″N 30°01′16″E / 56.01639°N 30.02111°E
沃羅特諾湖（俄语：Воротно），是俄羅斯的湖泊，位於該國西北部，由普斯科夫州負責管轄，處於涅韋爾區，面積5平方公里，集水區面積175平方公里，平均水深2.7米，最大水深5.8米。